# Veľké Hoste
Veľké Hoste és un poble i municipi d'Eslovàquia que es troba a la regió de Trenčín. La primera menció escrita de la vila es remunta al 1329.

## Demografia
| Godina             | 1994 | 2004   | 2014   | 2024    |
| ------------------ | ---- | ------ | ------ | ------- |
| Nombre de persones | 559  | 552    | 586    | 520     |
| Diferència         |      | −1,25% | +6,15% | −11,26% |

| Godina             | 2023 | 2024   |
| ------------------ | ---- | ------ |
| Nombre de persones | 539  | 520    |
| Diferència         |      | −3,52% |